# ESIM

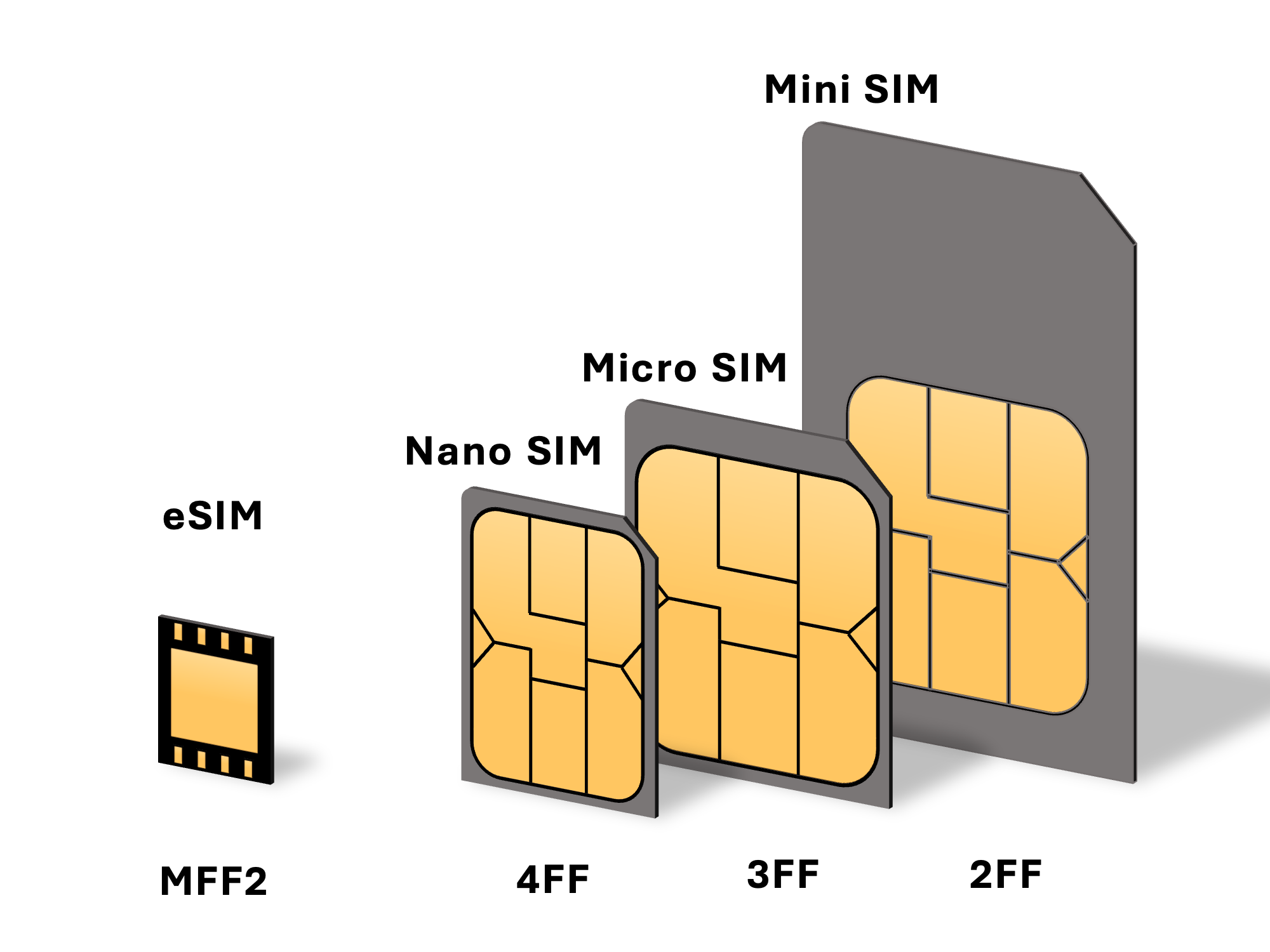
Evolução do eSIM.

O eSIM (do inglês: embedded-Subscriber Identity Module) ou eUICC (embedded-Universal Integrated Circuit Card), é a versão virtual de um cartão SIM físico, que permite o uso de serviços de telefonia de forma mundial sem precisar do chip físico/real e sem pagar taxas internacionais (para usuário que viaja internacionalmente). É também um cartão SIM programável que é integrado diretamente em um dispositivo na fábrica. E pode ser ativado remotamente; podem adicionar/remover operadores sem a necessidade de trocar fisicamente um cartão-SIM do dispositivo.
Em aplicações máquina a máquina (M2M) em que não há necessidade de alterar o cartão SIM, isso evita a necessidade de um conector, melhorando a confiabilidade e a segurança.

## História
Desde 2010, a GSMA discutia as possibilidades de um cartão SIM baseado em software.
Embora a Motorola tenha observado que o eUICC é voltado para dispositivos industriais, a Apple "discordou de que exista alguma declaração proibindo o uso de um UICC incorporado em um produto de consumo".
Uma primeira versão do padrão foi publicada em março de 2016, seguida por uma segunda versão em novembro de 2016.
Em 2016, o relógio inteligente Samsung Gear S2 foi o primeiro dispositivo a implementar um eSIM.
Em 2017, durante o Mobile World Congress, a Qualcomm apresentou uma solução técnica, com uma demonstração ao vivo, dentro de seu chip de hardware Snapdragon associado a software relacionado (aplicativos Java seguros).

## Implementações
A Comissão Europeia selecionou em 2012 o formato UICC embutido para o seu serviço de chamada de emergência veicular conhecido como eCall. Todos os novos modelos de carros na UE devem ter um até 2018 para conectar instantaneamente o carro aos serviços de emergência em caso de acidente.
A Rússia tem um plano semelhante usado o GLONASS (sistema nacional de posicionamento por satélite) chamado ERA-GLONASS.
Singapura está buscando opiniões públicas sobre a introdução do eSIM como um novo padrão à medida que dispositivos mais compatíveis entram no mercado.
A Apple implementou o suporte ao eSIM em seus dispositivos Apple Watch série 3 e iPad Pro de segunda geração. Em setembro de 2018, a Apple lançou o iPhone XS, iPhone XS Max e, em outubro de 2018, o iPhone XR com suporte ao eSIM. Em setembro de 2019, a Apple lançou o IPhone 11, IPhone 11 Pro e iPhone 11 Pro Max com suporte para o eSIM. O suporte ao eSIM no iPhone requer o iOS 12.1 ou posterior.
O Google lançou o Pixel 2 em outubro de 2017, que adicionou suporte ao eSIM para uso com seu serviço Google Fi. Em 2018, o Google lançou o Pixel 3 e o Pixel 3 XL e, posteriormente, em maio de 2019, o Pixel 3a e o Pixel 3a XL com suporte ao eSIM para operadoras que não sejam a Google Fi. No final daquele ano, em outubro, o Google lançou o Pixel 4 e Pixel 4 XL com suporte ao eSIM.
A Motorola lançou a versão 2020 do Motorola Razr, um smartphone dobrável que não possui slot físico para SIM, pois suporta apenas o eSIM.
A Plintron implementou o produto IoT eSIM4Things, com base no suporte ao eSIM para os dispositivos e disponível em 28 países.
A Microsoft introduziu o eSIM no sistema operacional Windows 10 em 2018.

## Design
Um cartão SIM tradicional consiste de um circuito integrado localizado em um cartão de circuito integrado universal (UICC), geralmente feito de PVC, que é inserido manualmente em um dispositivo.
Em contraste, um eSIM é um perfil de cartão SIM virtualizado instalado em um chip eUICC permanentemente montado na superfície de um dispositivo móvel na fábrica.
O chip eUICC usado para hospedar o eSIM utiliza a mesma interface elétrica que um SIM físico, conforme definido em ISO/IEC 7816. Uma vez que um perfil de operadora eSIM é instalado em um eUICC, ele funciona da mesma forma que um SIM físico, completo com um único ICCID e chave de autenticação de rede gerada pela operadora.

## Uso

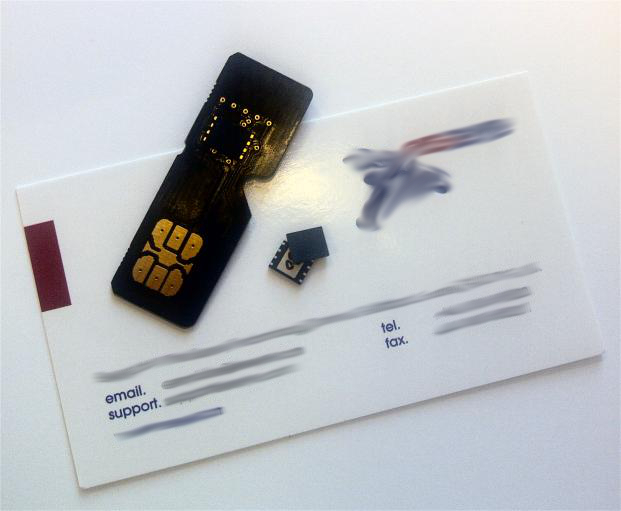
eSIM com um adaptador

A eSIM é geralmente provisionada remotamente; os usuários finais podem adicionar ou remover operadoras sem a necessidade de trocar fisicamente um cartão SIM no dispositivo. Todas as eSIMs são programadas com um ID de eSIM (EID) permanente na fábrica. O serviço de provisionamento utiliza esse número para associar o dispositivo a uma assinatura de operadora existente, bem como para negociar um canal seguro para a programação.

## Especificações
A eSIM é uma especificação global da GSMA que permite o provisionamento remoto do SIM em qualquer dispositivo móvel. A GSMA define a eSIM como o SIM para a próxima geração de dispositivos conectados ao consumo. As soluções de rede que utilizam a tecnologia eSIM podem ser amplamente aplicadas em diversos cenários da  Internet das Coisas (IoT), incluindo carros conectados (espelhos retrovisores inteligentes,  diagnósticos a bordo (OBD),  pontos de acesso Wi-Fi para veículos, tradutores de inteligência artificial, dispositivos MiFi, fones de ouvido inteligentes, medidores inteligentes, unidades de rastreamento GPS, DTU, bicicletas compartilhadas, dispositivos de reprodução publicitária, dispositivos de vigilância por vídeo, etc.
Um formato físico comum para um chip eUICC é comumente designado como MFF2.20.
Em 2012, a Comissão Europeia selecionou o formato eUICC para o seu serviço de chamadas de emergência a bordo de veículos, conhecido como eCall. Todos os novos modelos de carros na UE devem possuir um chip eUICC até 2018, para conectar instantaneamente o veículo aos serviços de emergência em caso de acidente.
A Rússia possui um plano similar com o GLONASS (sistema nacional de posicionamento por satélite) chamado ERA-GLONASS.
Singapura está buscando opiniões públicas sobre a introdução da eSIM como um novo padrão, à medida que mais dispositivos compatíveis chegam ao mercado.
O Nokia X30 5G é compatível com a eSIM.

## Provedores
Embora algumas empresas já esperassem por essas mudanças, o rápido desenvolvimento dessa tecnologia levou muitas outras a se adaptarem rapidamente e lançarem suas próprias eSIMs ou até mesmo substituírem completamente suas contrapartes físicas. Empresas como Orange, Vodafone e outras agora oferecem suas próprias eSIMs em suas lojas virtuais.

## eSIM de viagem
Como resposta para evitar cobranças taxas de roaming, a eSIM surge como a solução lógica para um mundo hiperconectado. Diversas empresas de tecnologia e startups passaram a oferecer o serviço de eSIM para diferentes destinos de viagem: Holafly; GigSky; eSimSupply; holidayeSim; Truphone; e outras.
Este eSIM pode ser acessado com o uso de aplicativos móveis e planos de telefonia: Airalo; AloSIM; GIANT; Holafly; MobiMatter.

## iSIM e nuSIM
Em 2021, a Deutsche Telekom apresentou uma alternativa ao eSIM para dispositivos menores e Internet das Coisas na forma de SIM integrado (iSIM) completamente incorporadas em um enclave de segurança do modem SoC (System on Chip).
Chamadas de nuSIM, elas são menores, mais baratas e mais ecológicas, já que não requerem hardware ou plástico adicionais. Além disso, podem atender aos mesmos requisitos de segurança que uma eSIM ou um SIM clássico, facilitando a logística e a produção de dispositivos pequenos. É de se esperar que, devido a essas vantagens, o iSIM também substitua o eSIM em smartphones e outros dispositivos de consumo conectados no futuro.